# Maywood Buzz
I Maywood Buzz sono stati una franchigia di pallacanestro della ABA 2000, con sede a Maywood, California. Nacquero nel 2004 come Orange County Crush, ma cambiarono nome durante la prima stagione in Orange County Buzz. Nel 2006 si trasferirono a Carson, assumendo il nome di Carson Buzz. Si trasferirono nuovamente prima dell'inizio del campionato a Maywood con il nome di Maywood Buzz. Arrivarono alla finale per il titolo nella stagione 2008-09, quando vennero sconfitti dai Kentucky Bisons.
Scomparvero al termine della stagione.

## Stagioni
| Stagione | Lega     | Denominazione            | V  | P  | %    | Piazzamento | Play-off        |
| -------- | -------- | ------------------------ | -- | -- | ---- | ----------- | --------------- |
| 2004-05  | ABA 2000 | Orange County Crush/Buzz | 10 | 10 | 50,0 | 6º          | -               |
| 2005-06  | ABA 2000 | Orange County Buzz       | 9  | 22 | 29,0 | 6º          | Wild card round |
| 2006-07  | ABA 2000 | Maywood Buzz             | 12 | 15 | 44,4 | 5º          | Wild card round |
| 2007-08  | ABA 2000 | Maywood Buzz             | 3  | 23 | 11,5 | 5º          | Wild card round |
| 2008-09  | ABA 2000 | Maywood Buzz             | 18 | 3  | 85,7 | 1º          | Finale ABA      |